# Яловой, Иван Никонович
Иван Никонович Яловой — советский хозяйственный, государственный и политический деятель, Герой Социалистического Труда.

## Биография
Родился в 1918 году в Коровинцах. Член КПСС с 1940 года.
С 1934 года — на хозяйственной, общественной и политической работе. В 1934—1980 гг. — колхозник, заместитель председателя, глава артели колхоза «Прапор Перемоги», председатель колхоза «Коминтерн» Недригайловского района Сумской области.
Указом Президиума Верховного Совета СССР от 8 декабря 1973 года присвоено звание Героя Социалистического Труда с вручением ордена Ленина и золотой медали «Серп и Молот».
Делегат XXVII съезда КПСС. 
Умер в 2003 году.